# Dangerous Woman Tour
Dangerous Woman Tour – trzecia trasa koncertowa amerykańskiej piosenkarki i autorki tekstów Ariany Grande, promująca jej trzeci album studyjny, Dangerous Woman. Rozpoczęła się 3 lutego 2017 roku w Phoenix w Arizonie, a zakończyła się 21 września 2017, w Hongkongu. 22 maja 2017 roku została ona niezwłocznie przerwana z powodu zamachu przeprowadzonego w trakcie jednego z koncertów piosenkarki w Manchesterze. Liczba ofiar to 22 nieżyjących, w tym również dwóch Polaków i więcej niż 800 rannych. Wydarzenie to spowodowało odwołanie kilku koncertów, w tym również w Londynie, a także Łodzi, gdzie miała zagrać po raz pierwszy w Polsce. Po zorganizowaniu i wystąpieniu na koncercie charytatywnym One Love Manchester, piosenkarka powróciła do występowania już od 7 czerwca, zaczynając w Paryżu we Francji.

## Setlista
Akt 1: Intro
1. "Be Alright"
2. "Everyday"
3. "Bad Decisions"
4. "Let Me Love You"

Akt 2:
Interlude: "Baby Loves" wideo
1. "Knew Better/Forever Boy"
2. "One Last Time"
3. "Touch It"
4. "Leave Me Lonely"

Akt 3:
Interlude: "Female" wideo
1. "Side to Side"
2. "Bang Bang"
3. "Greedy/Focus"
4. "I Don't Care"

Akt 4:
Interlude: "Band Jam"
1. "Moonlight"
2. "Love Me Harder"
3. "Break Free"
4. "Sometimes"
5. "Thinking Bout You"

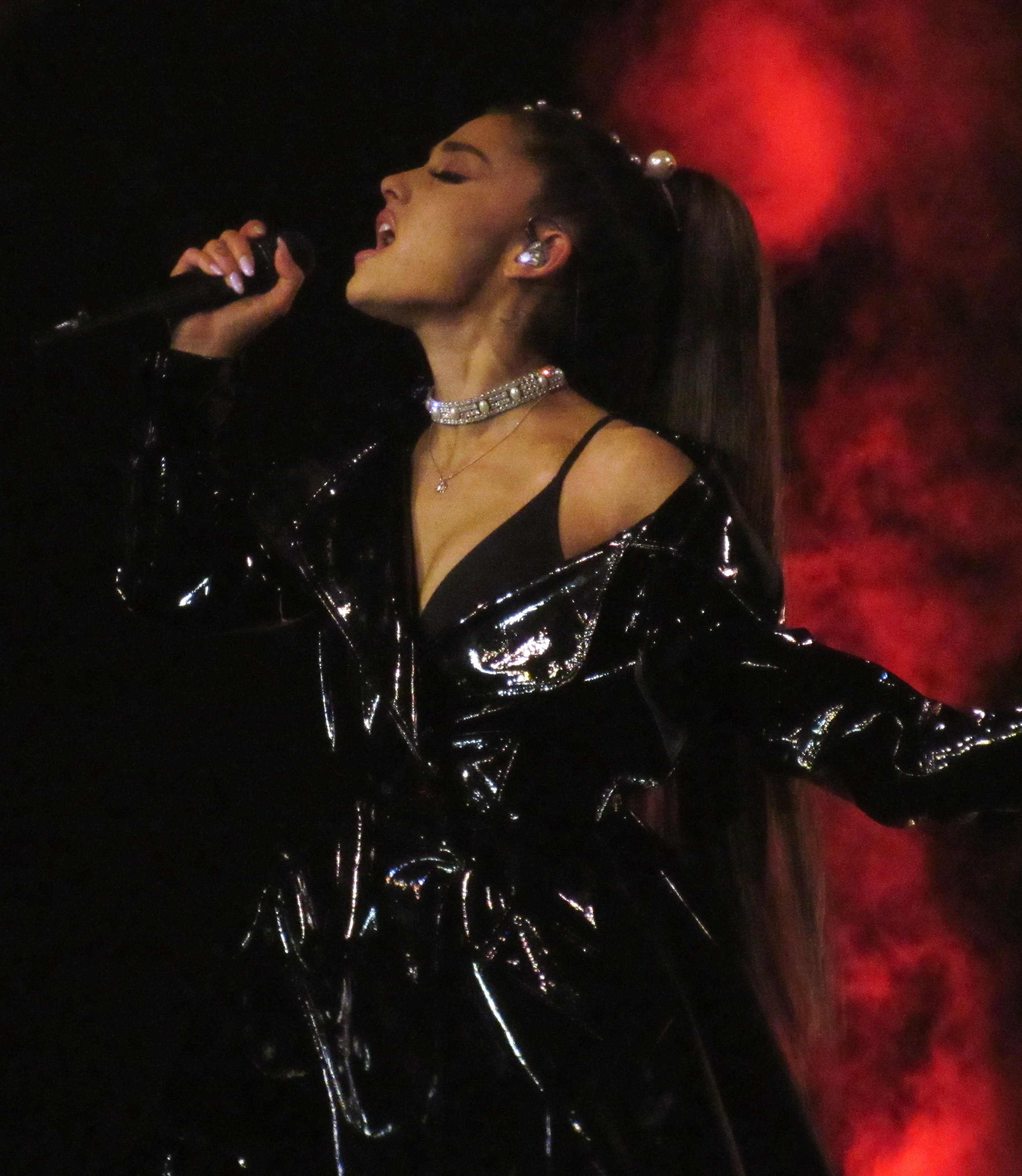
Grande, występując w Manchesterze

6. "Somewhere Over The Rainbow (Cover)"
7. "Problem"
8. "Into You"

Akt 5: Finał
1. "Dangerous Woman"

### Dodatkowe informacje
- Podczas występu w Las Vegas i Omaha, Grande wykonała cover utworu Franka Oceana, "Pink + White"[2].
- Podczas występu w Tulsie, Grande wykonała oryginalną wersję utworu "Honeymoon Avenue"[3].
- Podczas koncertów w Manchesterze (New Hampshire) i Buffalo, Grande wykonała niewydany utwór "Esta Noche" u boku raperki Bii.
- Podczas koncertów w Uncasville i pierwszym w Nowym Jorku, Grande wykonała utwór "Better Days" u boku Victorii Monet.
- Podczas drugiego koncertu w Nowym Jorku, kompozytor Jason Robert Brown akompaniował Grande podczas wykonywania utworu "Jason's Song (Gave It Away)"[4].
- Podczas występów w Inglewood i Tokio, Grande wykonała singel "The Way" u boku rapera Maca Millera[5][6].
- Podczas rozpoczęcia drugiej części trasy w Europie, singel "Focus" został dodany do setlisty pomiędzy "Greedy" a "I Don't Care"[7].
- Podczas występów w Sztokholmie, Amsterdamie i Dublinie, Grande wykonała utwór "Quit".
- Od 7 czerwca Grande dodała do setlisty po "Thinking Bout You" cover utworu "Somewhere Over the Rainbow"[8][9].

## Koncerty
| Data                       | Miasto                     | Kraj                         | Arena                         |
| Część 1 — Ameryka Północna | Część 1 — Ameryka Północna | Część 1 — Ameryka Północna   | Część 1 — Ameryka Północna    |
| -------------------------- | -------------------------- | ---------------------------- | ----------------------------- |
| 3 lutego 2017              | Phoenix                    | Stany Zjednoczone            | Talking Stick Resort Arena    |
| 4 lutego 2017              | Las Vegas                  | Stany Zjednoczone            | MGM Grand Garden Arena        |
| 7 lutego 2017              | Omaha                      | Stany Zjednoczone            | CenturyLink Center Omaha      |
| 9 lutego 2017              | Tulsa                      | Stany Zjednoczone            | BOK Center                    |
| 14 lutego 2017             | Nashville                  | Stany Zjednoczone            | Bridgestone Arena             |
| 17 lutego 2017             | Uncasville                 | Stany Zjednoczone            | Mohegan Sun Arena             |
| 19 lutego 2017             | Manchester                 | Stany Zjednoczone            | SNHU Arena                    |
| 21 lutego 2017             | Buffalo                    | Stany Zjednoczone            | First Niagara Center          |
| 23 lutego 2017             | Nowy Jork                  | Stany Zjednoczone            | Madison Square Garden         |
| 24 lutego 2017             | Nowy Jork                  | Stany Zjednoczone            | Madison Square Garden         |
| 26 lutego 2017             | Cleveland                  | Stany Zjednoczone            | Quicken Loans Arena           |
| 27 lutego 2017             | Waszyngton                 | Stany Zjednoczone            | Verizon Center                |
| 1 marca 2017               | Filadelfia                 | Stany Zjednoczone            | Wells Fargo Center            |
| 3 marca 2017               | Boston                     | Stany Zjednoczone            | TD Garden                     |
| 5 marca 2017               | Toronto                    | Kanada                       | Air Canada Centre             |
| 6 marca 2017               | Montreal                   | Kanada                       | Centre Bell                   |
| 9 marca 2017               | Columbus                   | Stany Zjednoczone            | Nationwide Arena              |
| 11 marca 2017              | Indianapolis               | Stany Zjednoczone            | Bankers Life Fieldhouse       |
| 12 marca 2017              | Detroit                    | Stany Zjednoczone            | The Palace of Auburn Hills    |
| 14 marca 2017              | Chicago                    | Stany Zjednoczone            | United Center                 |
| 16 marca 2017              | Saint Paul                 | Stany Zjednoczone            | Xcel Energy Center            |
| 18 marca 2017              | Kansas City                | Stany Zjednoczone            | Sprint Center                 |
| 21 marca 2017              | Salt Lake City             | Stany Zjednoczone            | Vivint Smart Home Arena       |
| 23 marca 2017              | Seattle                    | Stany Zjednoczone            | KeyArena                      |
| 24 marca 2017              | Vancouver                  | Kanada                       | Rogers Arena                  |
| 26 marca 2017              | Sacramento                 | Stany Zjednoczone            | Golden 1 Center               |
| 27 marca 2017              | San Jose                   | Stany Zjednoczone            | SAP Center                    |
| 30 marca 2017              | Anaheim                    | Stany Zjednoczone            | Honda Center                  |
| 31 marca 2017              | Los Angeles                | Stany Zjednoczone            | Kia Forum                     |
| 3 kwietnia 2017            | Denver                     | Stany Zjednoczone            | Pepsi Center                  |
| 6 kwietnia 2017            | San Antonio                | Stany Zjednoczone            | AT&T Center                   |
| 8 kwietnia 2017            | Houston                    | Stany Zjednoczone            | Toyota Center                 |
| 9 kwietnia 2017            | Dallas                     | Stany Zjednoczone            | American Airlines Center      |
| 11 kwietnia 2017           | Nowy Orlean                | Stany Zjednoczone            | Smoothie King Center          |
| 12 kwietnia 2017           | Atlanta                    | Stany Zjednoczone            | Philips Arena                 |
| 14 kwietnia 2017           | Miami                      | Stany Zjednoczone            | American Airlines Arena       |
| 15 kwietnia 2017           | Orlando                    | Stany Zjednoczone            | Amway Center                  |
| Część 2 — Europa           |                            |                              |                               |
| 8 maja 2017                | Sztokholm                  | Szwecja                      | Friends Arena                 |
| 10 maja 2017               | Oslo                       | Norwegia                     | Telenor Arena                 |
| 12 maja 2017               | Herning                    | Dania                        | Jyske Bank Boxen              |
| 14 maja 2017               | Amsterdam                  | Holandia                     | Ziggo Dome                    |
| 16 maja 2017               | Amsterdam                  | Holandia                     | Ziggo Dome                    |
| 18 maja 2017               | Birmingham                 | Wielka Brytania              | Genting Arena                 |
| 20 maja 2017               | Dublin                     | Irlandia                     | 3Arena                        |
| 22 maja 2017               | Manchester                 | Wielka Brytania              | Manchester Arena              |
| 4 czerwca 2017             | Manchester                 | Wielka Brytania              | Emirates Old Trafford         |
| 7 czerwca 2017             | Paryż                      | Francja                      | AccorHotels Arena             |
| 9 czerwca 2017.            | Lyon                       | Francja                      | Halle Tony Garnier            |
| 11 czerwca 2017.           | Lizbona                    | Portugalia                   | MEO Arena                     |
| 13 czerwca 2017.           | Barcelona                  | Hiszpania                    | Palau Sant Jordi              |
| 15 czerwca 2017.           | Rzym                       | Włochy                       | PalaLottomatica               |
| 17 czerwca 2017.           | Turyn                      | Włochy                       | Palasport Olimpico            |
|                            |                            | Część 3 - Ameryka Południowa |                               |
| 29 czerwca 2017            | Rio de Janeiro             | Brazylia                     | Jeunesse Arena                |
| 1 lipca 2017               | São Paulo                  | Brazylia                     | Allianz Parque                |
| 3 lipca 2017               | Santiago                   | Chile                        | Movistar Arena                |
| 5 lipca 2017               | Buenos Aires               | Argentyna                    | DirecTV Arena                 |
| 9 lipca 2017               | Alajuela                   | Kostaryka                    | Parque Viva                   |
| 12 lipca 2017              | Meksyk                     | Meksyk                       | Palacio de los Deportes       |
| 13 lipca 2017              | Meksyk                     | Meksyk                       | Palacio de los Deportes       |
|                            |                            | Część 4 - Azja               |                               |
| 10 sierpnia 2017           | Chiba                      | Japonia                      | Makuhari Messe                |
| 12 sierpnia 2017           | Chiba                      | Japonia                      | Makuhari Messe                |
| 13 sierpnia 2017           | Chiba                      | Japonia                      | Makuhari Messe                |
| 15 sierpnia 2017           | Seoul                      | Korea Południowa             | Gocheok Sky Dome              |
| 17 sierpnia 2017           | Bangkok                    | Tajlandia                    | IMPACT Arena                  |
| 21 sierpnia 2017           | Manila                     | Filipiny                     | Mall of Asia Arena            |
| 26 sierpnia 2017           | Beijing                    | Chiny                        | LeSports Center               |
| 28 sierpnia 2017           | Szanghaj                   | Chiny                        | Mercedes-Benz Arena           |
| 30 sierpnia 2017           | Guangzhou                  | Chiny                        | Guangzhou Sports Arena        |
|                            |                            | Część 5 - Australia          |                               |
| 2 września 2017            | Auckland                   | Nowa Zelandia                | Spark Arena                   |
| 4 września 2017            | Melbourne                  | Australia                    | Rod Laver Arena               |
| 5 września 2017            | Melbourne                  | Australia                    | Rod Laver Arena               |
| 8 września 2017            | Sydney                     | Australia                    | ICC Sydney Theatre            |
| 9 września 2017            | Sydney                     | Australia                    | ICC Sydney Theatre            |
| 12 września 2017           | Brisbane                   | Australia                    | Brisbane Entertainment Centre |
|                            |                            | Część 6 - Azja               |                               |
| 16 września 2017           | Singapur                   | Singapur                     | Marina Bay Street Circuit     |
| 19 września 2017           | Tajpej                     | Tajwan                       | Taipei Arena                  |
| 21 września 2017           | Hongkong                   | Hongkong                     | AsiaWorld–Arena               |

## Odwołane koncerty
| Data             | Miasto      | Kraj       | Miejsce            | Powód                         |
| ---------------- | ----------- | ---------- | ------------------ | ----------------------------- |
| 25 maja 2017     | Londyn      | Anglia     | O2 Arena           | Zamach w Manchesterze         |
| 26 maja 2017     | Londyn      | Anglia     | O2 Arena           | Zamach w Manchesterze         |
| 28 maja 2017     | Antwerpia   | Belgia     | Sportpaleis        | Zamach w Manchesterze         |
| 31 maja 2017     | Łódź        | Polska     | Atlas Arena        | Zamach w Manchesterze         |
| 1 czerwca 2017   | Łódź        | Polska     | Atlas Arena        | Zamach w Manchesterze         |
| 3 czerwca 2017   | Frankfurt   | Niemcy     | Festhalle          | Zamach w Manchesterze         |
| 5 czerwca 2017   | Zurych      | Szwajcaria | Hallenstadion      | Zamach w Manchesterze         |
| 18 lipca 2017    | Monterrey   | Meksyk     | Arena Monterrey    | Problemy zdrowotne wokalistki |
| 19 lipca 2017    | Monterrey   | Meksyk     | Arena Monterrey    | Problemy zdrowotne wokalistki |
| 23 sierpnia 2017 | Ho Chi Minh | Wietnam    | Quân khu 7 Stadium | Problemy zdrowotne wokalistki |